# مروث رملي
مروث رملي (الاسم العلمي: Coprinus arenarius) هو نوع من الفطريات يتبع جنس المروث من الفصيلة المروثية.